# Martina Spinelli
Martina Spinelli (Lecco, 6 agosto 2002) è una cestista italiana.
Ala grande di 187 cm, ha giocato a Costa Masnaga e Ragusa nella massima serie italiana.